# Daniel Simons
Daniel Simons (hebr. Jona Jaakow; ur. 6 czerwca 1974 w Sydney) – australijski rabin, w latach 2009–2012 był przewodniczącym i nauczycielem kolelu Gminy Wyznaniowej Żydowskiej w Warszawie.

## Życiorys
Urodził się w Sydney w rodzinie żydowskiej. Rodzina jego ojca od siedmiu pokoleń mieszka w Australii, natomiast matka urodziła się w Rumunii w węgiersko-słowackiej rodzinie. W 1992 ukończył jesziwę i rozpoczął studia informatyczne na University of South Wales, które ukończył w 1996 z wyróżnieniem. Od tego roku do 2006 pracował jako konsultant IT w wielu firmach, m.in. IBM, Coca Cola, Unilever czy Ernst & Young.
W 2006 wraz z żoną wyjechał do Izraela. Tam odbył studia religijne w jesziwach: Hamivtar w Efracie, Shappels w Jerozolimie oraz w Instytucie Straus-Amiel w Efracie. Smichę rabinacką otrzymał w 2009. We wrześniu 2009 jako emisariusz organizacji Shavei Israel przybył do Polski, gdzie w Gminie Wyznaniowej Żydowskiej w Warszawie prowadził kolel Torah MiTzion – stały program edukacyjny dla mężczyzn.
Jest żonaty z Szoszaną (ślub w 2001), z którą ma troje dzieci.